# П'єр Тербланш
П'єр Тербланш (афр. Pierre Terblanche) — південноафриканський мотоциклетний дизайнер.

## Біографія
Народився в 1956 році в Ейтенгахе, Східнокапській провінції. Розпочав кар'єру в рекламному бізнесі, але відчув, що потрібно рухатися в бік дизайну. Після переїзду до Німеччини і роботи в дизайнерському відділі Фольксвагену, він почав працювати в Cagiva's Research Center в Сан-Марино під керівництвом Массімо Тамбуріні. Коли Cagiva вирішила продати Ducati Американській Texas Pacific Group, П'єр вирішив залишитися в Ducati. У грудні 2007 він залишив Ducati, вирішивши, що він має бути дизайнером, а не менеджером.
Згодом, у 2012 році, проєктував яхти Bobkat для однойменної південноафриканської компанії. Після цього працював над дизайном мотоциклів Confederate. У 2014 році приєднався до індійської компанії Royal Enfield.

## Дизайни
Тербланш брав участь у розробці таких мотоциклів:
- Cagiva 900 Gran Canyon
- Ducati Multistrada
- Ducati Hypermotard
- Ducati Supermono
- Ducati ST3
- Ducati SuperSport (1999—2007)
- Ducati MH900e
- Ducati 749/999
- Ducati SportClassics

## Галерея

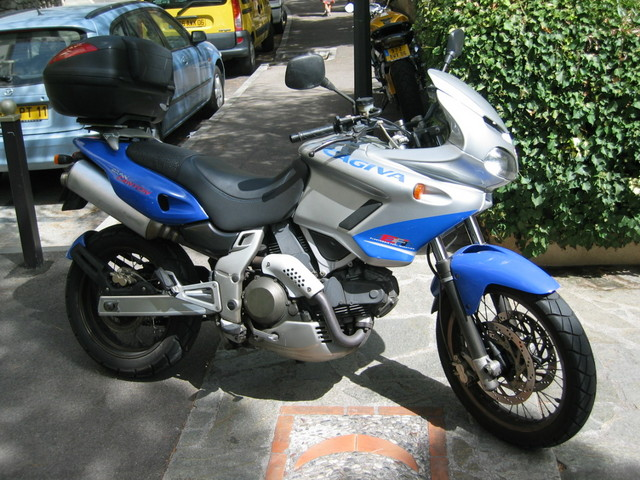
Cagiva Gran Canyon
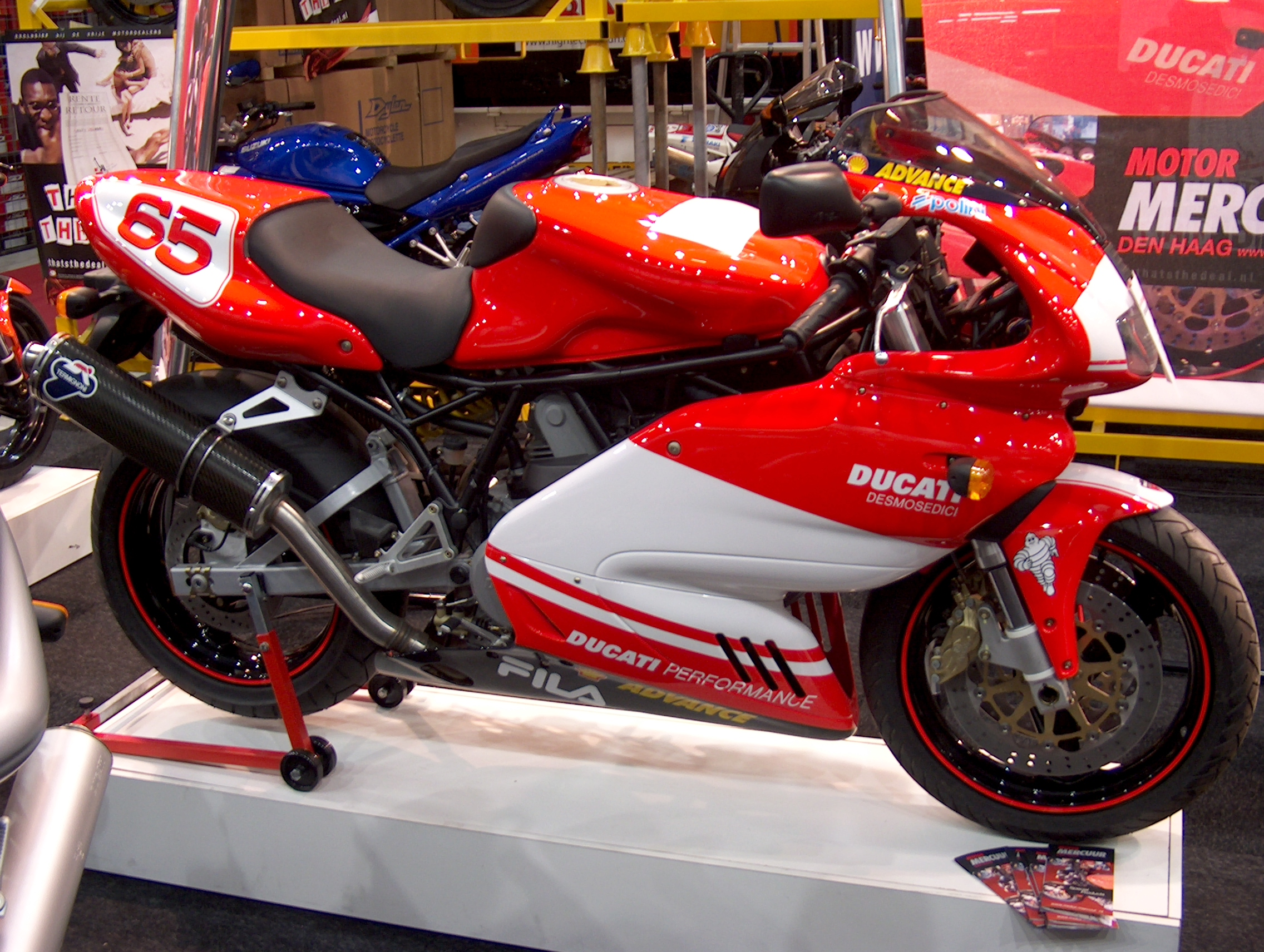
900 SS i.e.
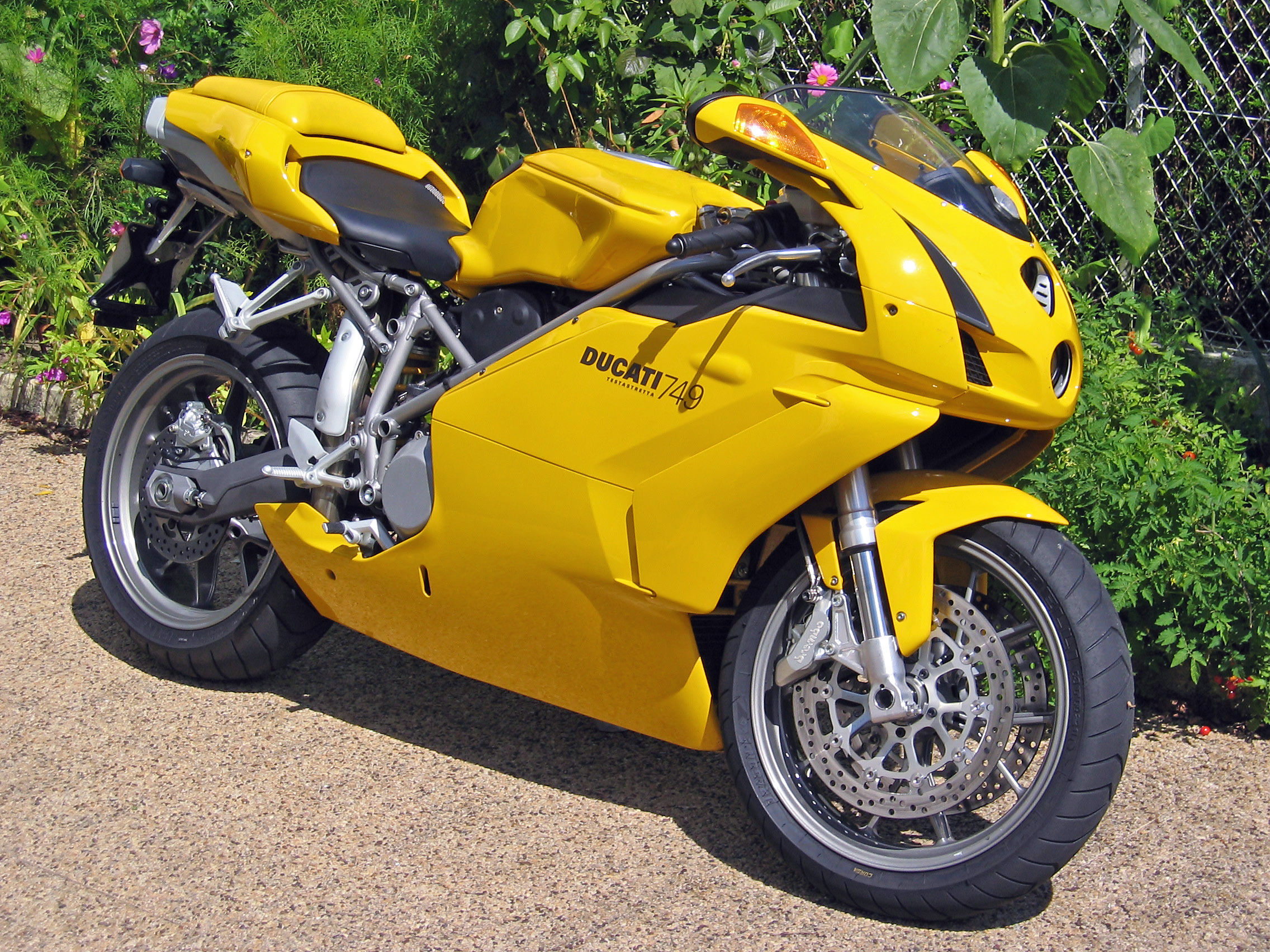
Ducati 749
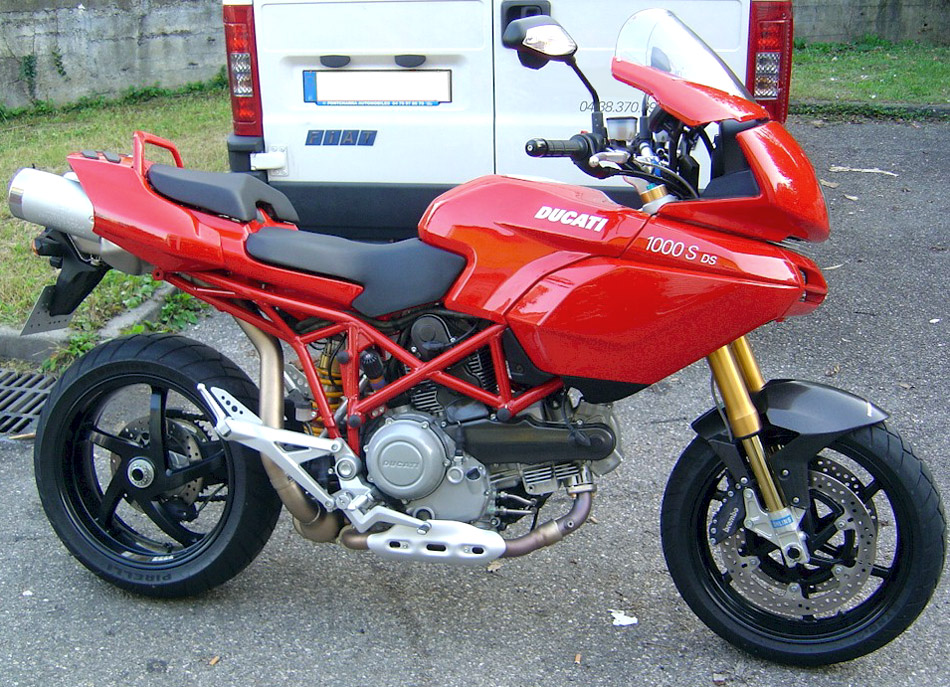
Ducati 1000 Multistrada S
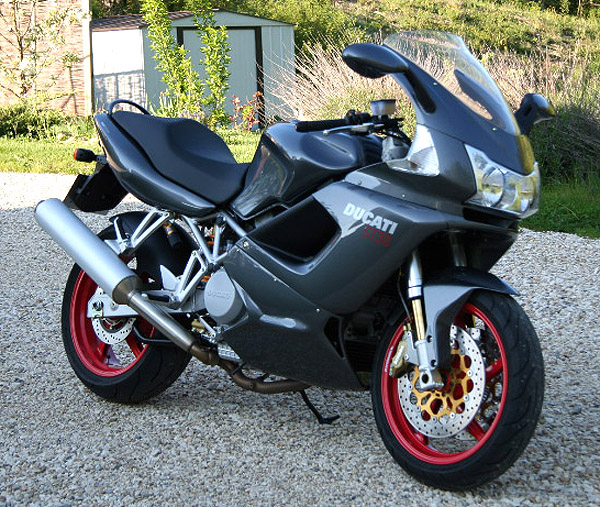
Ducati ST3s
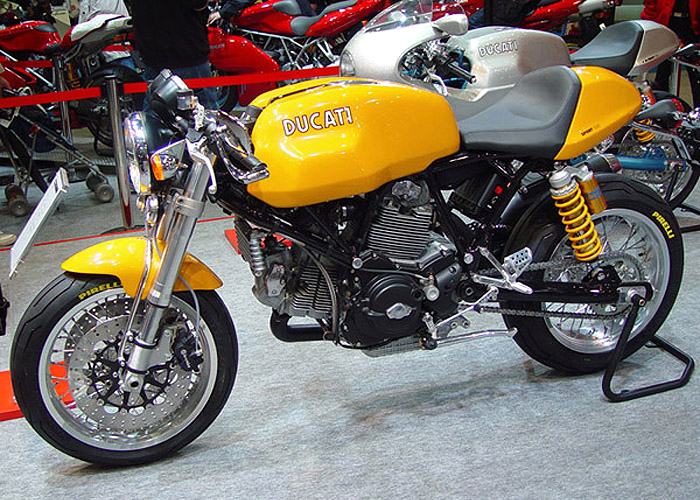
Ducati 1000 Sport
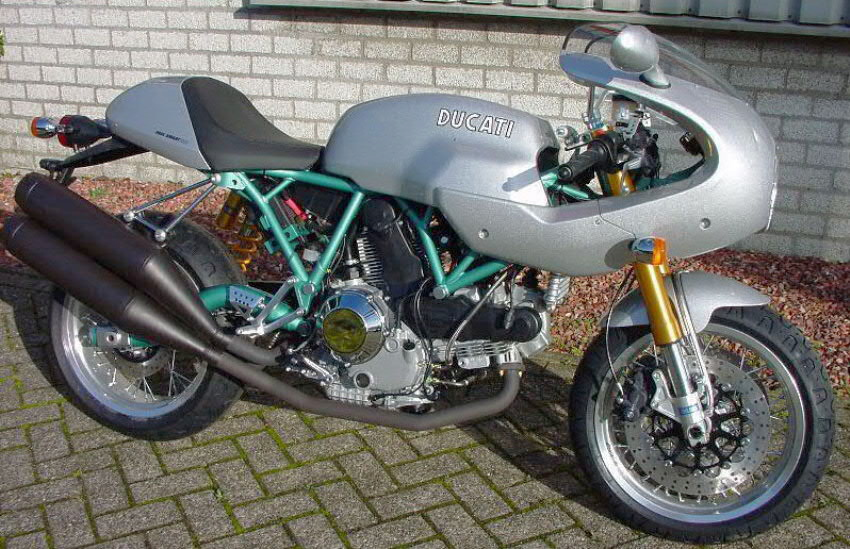
Ducati Paul Smart LE 1000
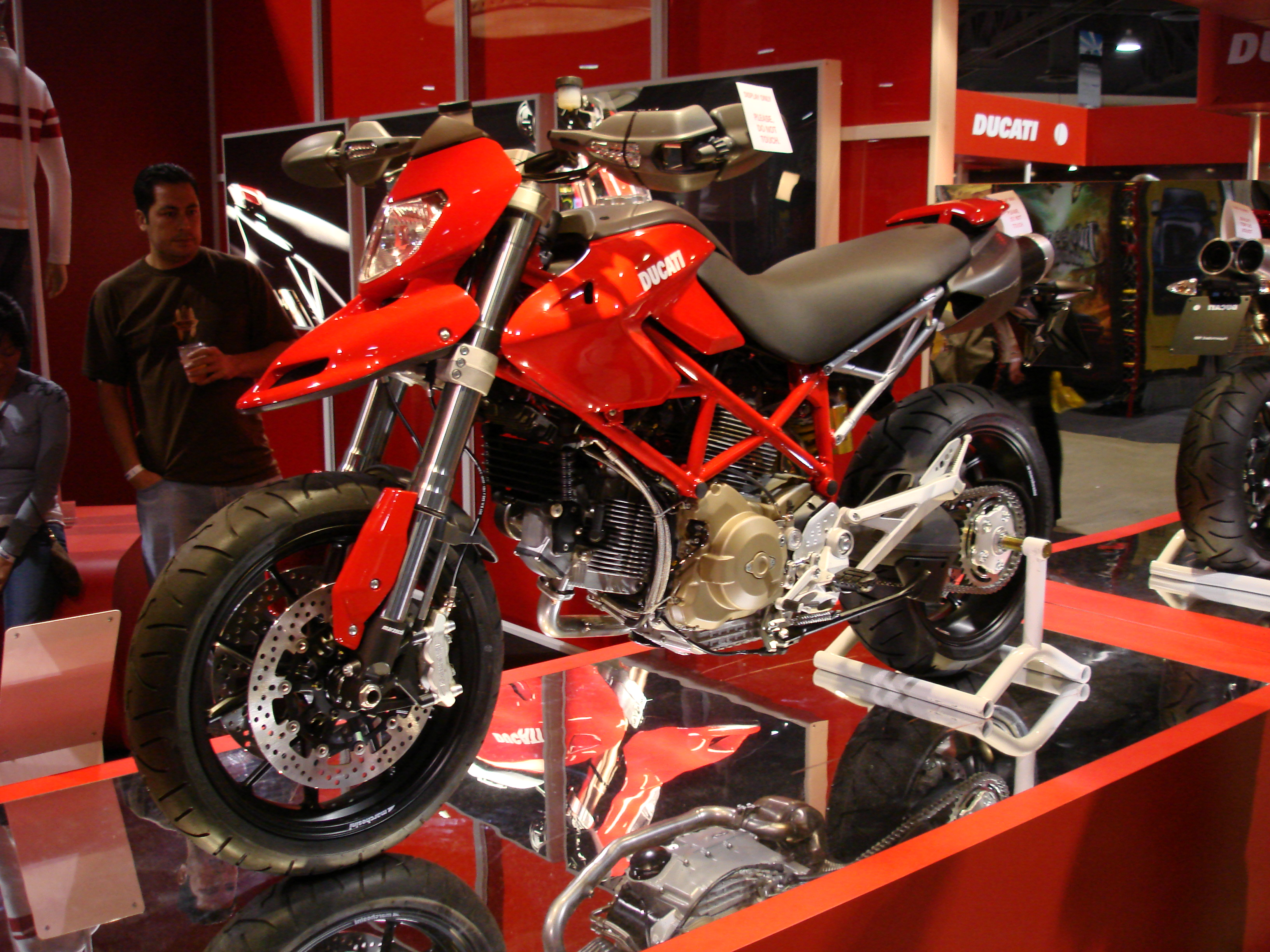
Ducati Hypermotard
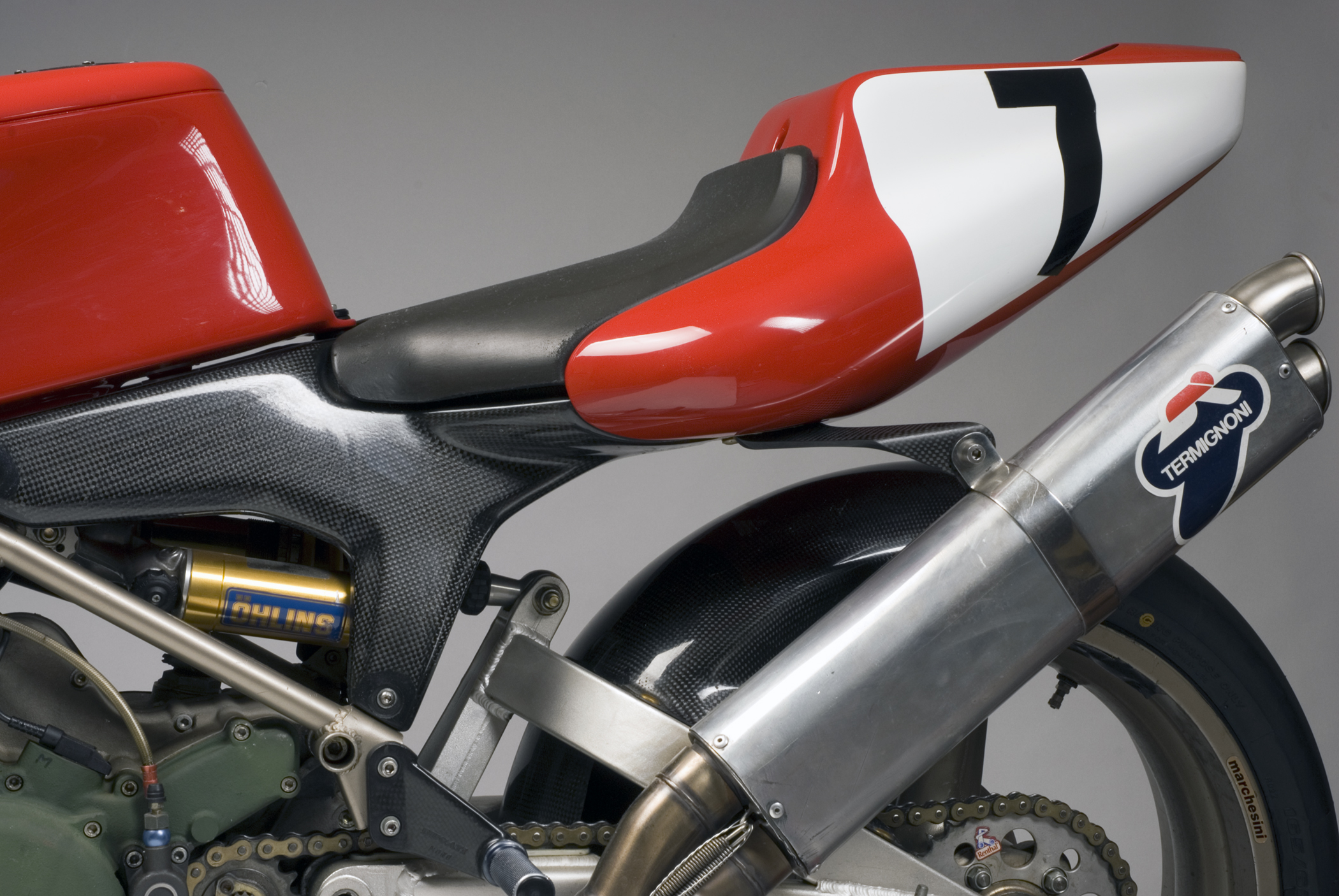
Ducati Supermono
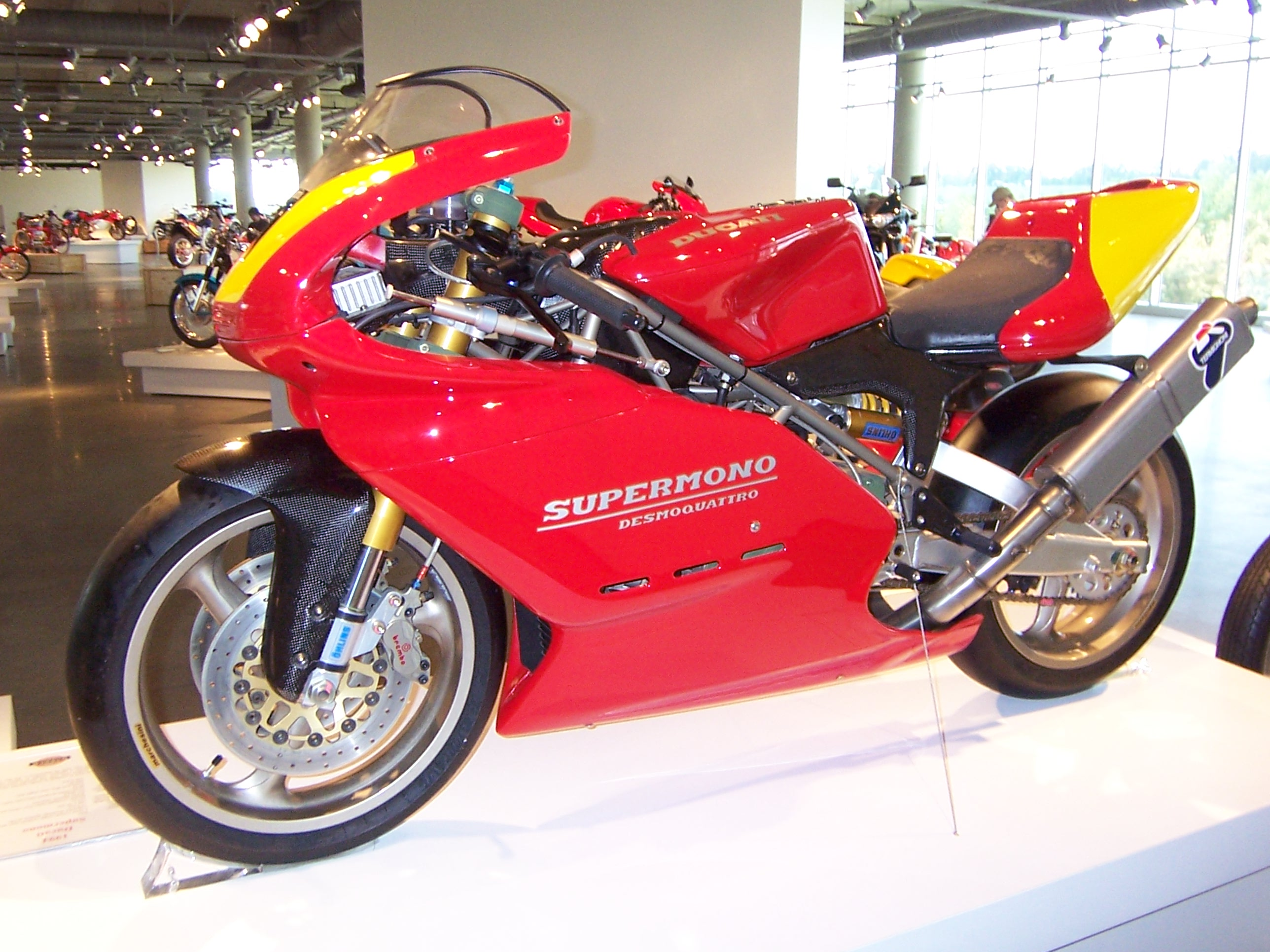
Ducati Supermono 2